# Maj Wismann
Maj Wismann (født 26. november 1977) er en dansk sexolog og parterapeut, som siden 2006 haft egen praksis i Nyborg. Hun har desuden en fast klumme om sex og samliv i B.T. og har skrevet artikler om parforhold til bl.a. The Huffington Post, The Gottman Institute samt Tiny Buddha. Hun har også medvirket i en række tv- og radioprogrammer. Hun hoster en podcast Sammen med Maj Wismann, der startede under coronakrisen, og som efterhånden er kommet ind på top-10 indenfor emnet parforhold.
Hun er forfatter til bogen "Kærlige råd fra en ven" samt bogen "Men Hvorfor - fortællinger fra de utro og fakta om utroskab".

## Uddannelse og baggrund
Maj Wismann er oprindeligt uddannet som folkeskolelærer og blev uddannet som sexologisk rådgiver fra Sexologisk Akademi i København 2006. Siden har hun tilføjet øvrige kurser og uddannelser, herunder bl.a. uddannelsen til klinisk sexolog i 2015, til Parterapeut hos Joan Ørting i 2008 samt certificeret Metakognitiv Terapeut (Level 1) fra MCT-instituttet i 2017. Senest har hun taget en Master i Sexologi ved Aalborg Universitet med fokus på veteraner ramt af PTSD.
Maj Wismann var med til at starte den nu ophørte Dansk Sexolog Forening. Hun er uddannelsesleder på Den Terapeutiske Grunduddannelse.

## Karriere
Hun har medvirket i tv-programmet Bonde søger brud, og haft talkshowet Det handler om kærlighed på TV 2/Fyn samt deltaget i en række radioprogrammer.
I 2012 lancerede hun sin amerikanske hjemmeside.

## Privatliv
Maj Wismann er født i 1977 og bor ved Nyborg på Fyn, hvor hun også har sin klinik. Hun er gift med flymekanikeren Mads Bruun, og har i alt tre børn.